# Лєсневич-Носова Марія Каетанівна
Марі́я Каета́нівна Лєсне́вич-Но́сова (нар. 1865 — ?) — піаністка («вільний художник»), педагог, власниця Музично-драматичного училища М. Лєсневич-Носової, викладачка музики в Києві.

## Життєпис
Випускниця Київського музучилища.
1891 — очолює курси гри на фортепіано.
1893 — одержала дозвіл на відкриття музичного училища. Згодом Київське музично-драматичне училище М. Лєсневич-Носової (Музичне училище Вільного художника М. К. Лєсневич-Носової) стає одним з найбільш авторитетних в місті.
На початку 20 ст. проживала в будинку за адресою: м. Київ, вул. Михайлівська, 16-а. В цьому ж будинку містилося і засноване нею Музично-драматичне училище. Пізніше мешкала на вул. Прорізній, 11 (будинок не зберігся). За цією ж адресою продовжувало діяти й училище.
Брала участь в літературно-музичних вечорах, що їх проводило Київське літературно-артистичне товариство.
У списку викладачів Київської консерваторії за лютий 1921 р. значиться викладачем обов'язкового фортепіано.